# Italienska viner
Italien är världens största vinproducent näst efter Frankrike. Mest produceras enkla bordsviner, men andelen högkvalitetsviner har på senare år ökat betydligt. Alla typer av vin produceras men rödviner dominerar.

## Historik

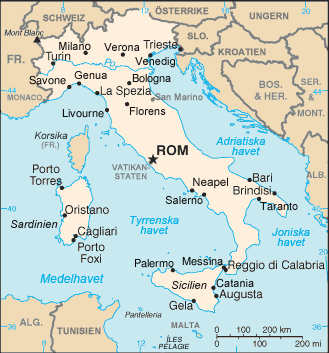
Karta över Italien

På den italienska halvön har man odlat vin förmodligen så långt tillbaka i tiden som 2000 år f.Kr. Etruskerna, som bebodde västra delen av Mellanitalien från år 700 f.Kr., odlade vin här, och det äldsta fyndet av vinkärl daterar sig till 600 f.Kr. Grekerna invaderade södra delen av landet cirka 700 f.Kr. och kallade det Oenotria, som lär betyda "Vinlandet".
Romarna grep makten i landet 300 f.Kr. och planterade vinrankor över hela Italien. Det var också romarna som började lagra vinet på ekfat och fick idén att använda glasflaskor som förvaringskärl. Redan etruskerna använde vinkorken, en tradition som fördes vidare av romarna.
Bland de vintyper som romarna gjorde i Rom kan nämnas vin av utpräglat rökig karaktär som lagrades på vinden ovanför köket, där röken från spisen gav sin speciella smak till vinet. Ett annat vin var Falernum, ett kraftfullt rött vin på druvan Aglianico. Falernum framställs fortfarande.

## Vinlagar

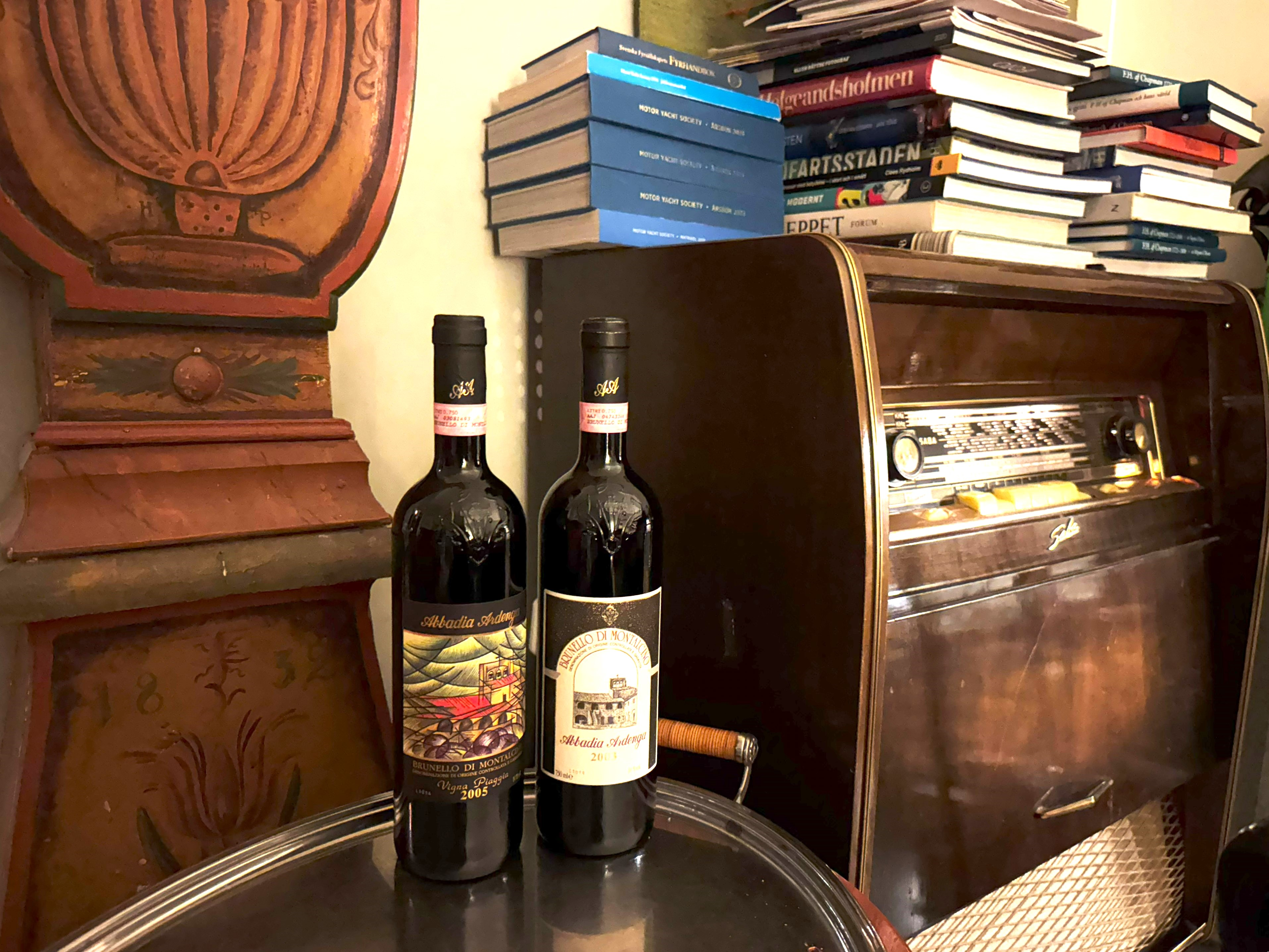
Brunello di Montalcino av Sangiovese-druvan i den högsta klassen av italienska viner, DOCG.

Eftersom Italien producerar väldigt många olika typer av viner har det länge rått stor oreda bland vinerna. 1963 kom den vinlag som gjorde lite ordning i kaoset i Italien. Med inspiration från det franska AOC-systemet införde man klassen DOC (Denominazione di origine controllata) men till skillnad från Frankrike, där en central organisation INAO fastställer vilka kvalitetskrav som gäller, är det i Italien varje områdes producentsammanslutning, consorzio  som fastställer kraven. Detta har lett till att kraven i de olika regionerna varierar mycket och DOC har mer fått karaktären av en ursprungsbeteckning.
DOC reglerar bland annat uttag, tillåtna druvsorter, vinifikation och det geografiska ursprunget. 1980 införde man en ny (över)klass, DOCG (Denominazione di origine controllata e garantita). 2003 hade 24 viner fått DOCG-titeln.
1992 infördes dessutom klassen IGT (Indicazione Geografica Tipica), med lägre kvalitetskrav än för DOC och DOCG. Vinerna kommer från ett definierat område och har vissa kvalitetskrav.
På senare år har många vinproducenter, framförallt i Toscana börjat tillverka viner av hög klass, men där man använder andra druvor än de för området tillåtna, till exempel Cabernet Sauvignon, Merlot och Syrah. Producenterna kan då inte använda beteckningen DOCG eller DOC utan tvingas använda den lägre IGT. Vinerna är kända som supertoscanare.
Följande klasser finns numera i Italien:
- Vino da Tavola (VdT). Bordsvin, det enklaste av vinerna.
- IGT (Indicazione Geografica Tipica). Vinerna måste komma från ett visst område, men använder sig av "icke tillåtna druvor" för området.
- DOC (Denominazione di Origine Controllata). Här ställs dessutom krav på uttag, vinifikation och lagring.
- DOCG (Denominazione di Origine Controllata e Garantita). "Överklassen" med ännu högre krav än DOC.

## Druvsorter
I nordvästra Italien och framförallt i landskapet Piemonte är Nebbiolo kungen bland druvor. Druvan ger fylliga viner med toner av körsbär, plommon, choklad och sötlakrits. ”Nebbia” betyder dimma på italienska och det är just av dimman som brukar ligga över de kulliga landskapet på höstarna som druvan fått sitt namn. DOCG-vinerna Barolo och Barbaresco ställer krav på 100 procent Nebbiolo. I Asti görs söta mousserande viner på Moscato Bianco, i form av Moscato d'Asti och Asti Spumante. Asti gör också röda viner och precis som i Alba görs dessa huvudsakligen på Barbera, Dolcetto och Nebbiolo.
I Veneto, eller Venetien som det brukar omnämnas på svenska, står ungefär en fjärdedel av vinerna för kvalitetsviner, resten är enkla bordsviner. Av de röda kvalitetsvinerna står Bardolino och Valpolicella för huvuddelen och huvudsakligen används Corvina Veronese (även kallad bara Corvina), Rondinella, Molinara. Den sistnämnda anses vara av lägre kvalitet och används allt mindre. Druvsorterna Oseleta, Croatina, Negrara och Corvinone förekommer också och är tillåtna i små mängder. I Soave som producerar huvuddelen av Venetos vita viner dominerar Garganega i vingårdarna men den blandas ibland med små mängder Chardonnay, Trebbiano di Soave eller Pinot Bianco (även känd som Pinot Blanc). 
Sangiovese är Toscanas mest odlade blå druva. I Brunello di Montalcino kallas den Brunello (den lilla bruna). Sangiovese blandas ofta med Canaiolo Nero i Chiantiviner. Canaiolo Nero är en mörk druva och används därför ofta för att ge färg åt vinerna. I allt högre utsträckning används numera också druvor som ursprungligen inte kommer från Italien, såsom Cabernet Sauvignon, Merlot och Syrah. I DOC- och DOCG-viner är det tillåtet att ha en mindre mängd av dessa druvor. I de så kallade supertoscanarna förekommer dessa druvor i större mängd. De tvingas då använda klassningen IGT (se ovan).

## Vinregioner
I Italien finns en stor mängd vinregioner och några av dessa beskrivs här.

### Piemonte
Regionen ligger vid foten av Alperna i Italiens nordvästra hörn. Här finns sju DOCG-områden och 44 DOC-områden. Nebbiolo är den förnämsta druvan för röda viner, och det är på denna druva man gör viner i DOCG-distrikten Barolo, Barbaresco, Gattinara och Ghemme. I Barolo är vinerna djupt röda i sin ungdom, men färgen bleknar snabbt då de lagras. Barolo jäser med stjälkarna kvar och får ligga minst två år på fat av kastanj eller ek. Barbaresco är ett lite lättare vin av samma typ. Gattinara är till en början kraftigt och rustikt men mjuknar efter ett par år på flaska. Ghemme är ett enklare vin, dock har på senare år kvaliteten ökat väsentligt. Övriga DOCG-områden är Brachetto d'Acqui och Cortese di Gavi.
Barbera produceras i områden kring städerna Alba och Asti, rustika röda viner. Ofta bra matviner med en stor fruktighet och en viss strävhet. 100 % Barbera-druvor.
I Asti görs mousserande viner, så kallade Asti Spumante, på druvan Moscato Bianco. Asti gör också röda viner på Barbera, Dolcetto och Nebbiolo.

### Veneto
Veneto ligger i nordöstra Italien. Här görs bland annat de kända vinerna Soave, Bardolino, Amarone och Valpolicella. Regionen har för närvarande två DOCG-vin, nämligen det söta Passitovinet, Recioto di Soave och det torra röda Bardolino-vinet. 
Valpolicella framställs av druvorna Corvina, Rondinella och Molinara. Ju mer Corvina desto mer karaktär.
Amarone är passitoviner som får jäsa ut och därmed blir torra och alkoholstarka. Amarone görs delvis eller helt på torkade druvor (speciellt utvalda klasar) som ibland får angripas av ädelröta. Det ger kraftiga, mustiga viner med ton av körsbärskärnor i smaken. Amaronevinerna får inte understiga 14 procent i alkoholhalt och måste lagras minst 3 år på ekfat före försäljning. Resterna (draven) av amaroneframställningen används en andra gång genom att man blandar "vanlig" Valpolicella och låter det jäsa en andra gång. Denna metod kallas Ripasso.
I bergen norr om Treviso produceras Prosecco som är ett vitt mousserande vin och förekommer både som sött vin och torrt vin.

### Toscana
I Toscana finns åtta DOCG-distrikt: Brunello di Montalcino, Carmignano, Chianti, Morellino di Scansano, Chianti Classico, Vernaccia di San Gimignano, Elba Aliatico Passito och Vino Nobile di Montepulciano. Dessutom produceras de stora så kallade supertoscanarna. Det finns också ett trettiotal DOC-viner i Toscana. Den dominerande druvan i kvalitetsviner från Toscana är Sangiovese. En annan vanlig druva är Canaiolo Nero som främst används för dess mörka färgs skull i Chiantivinerna.  "Franska" druvor som Cabernet Sauvignon, Merlot och Syrah ingår ofta också i vinerna, men för att vinet ska ha DOCG-status får de bara uppgå till 15 procent tillsammans.

### Södra Italien
I södra Italien görs också viner av hög kvalitet, trots det för vintillverkning något varma klimatet. I Basilicata och Kampanien tillverkas det klassiska vinet Aglianico, som användes för att producera DOCG-viner som Aglianico del Vulture och Taurasi. På Italiens klack i Apulien görs viner på Primitivo-druvan som är populära i Sverige. På Sicilien produceras viner på den lokala druvan Nero d'Avola som ger komplexa, koncentrerade rödviner.